# Holmgang

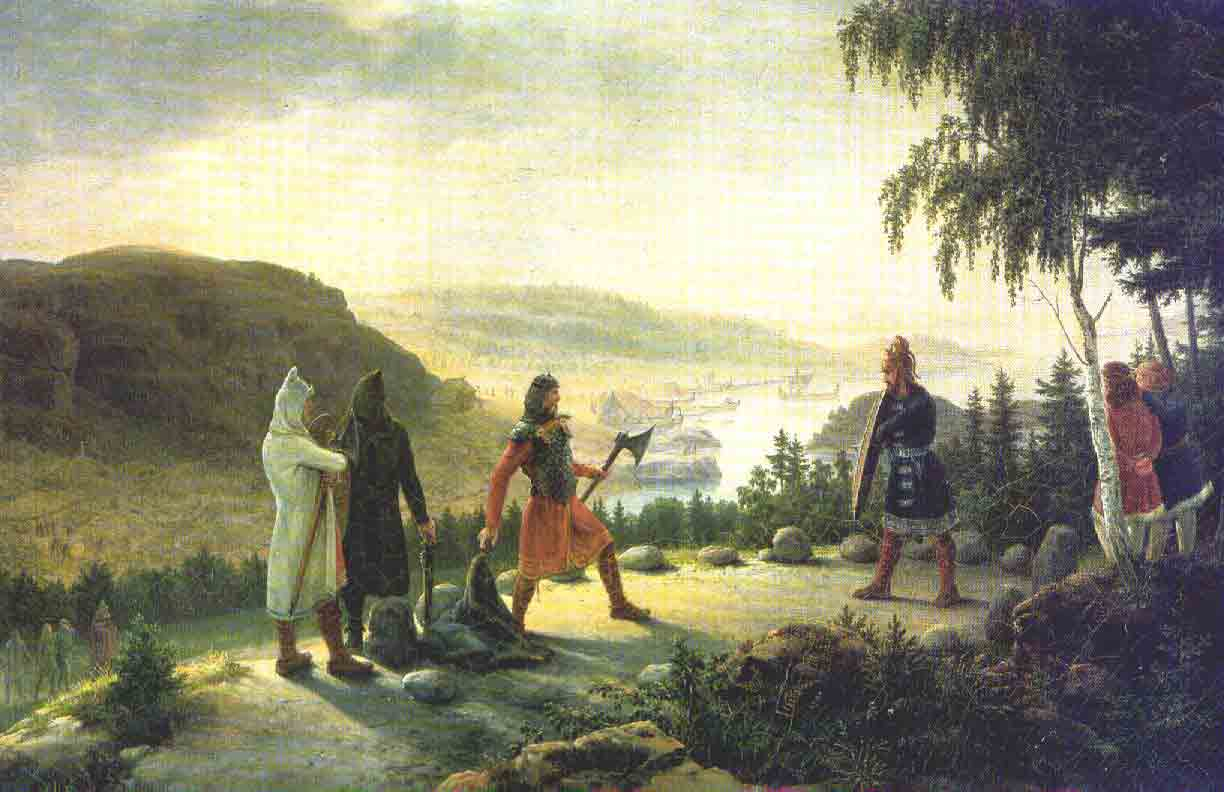
Egill Skallagrímsson negociando las condiciones de un holmgang con Berg-Önundr, de Johannes Flintoe.

Holmgang (en Nórdico antiguo e islandés moderno: sueco: holmgånhjohldlsg) era una forma de duelo practicado en la Era vikinga y principios e la Edad Media escandinava. Era una forma aceptada socialmente de resolver disputas. 
Holmgang puede traducirse como ir hacia la isla o camino de la isla, quizás porque el duelo se realizaba en un espacio limitado o sobre una capa en tierra. El nombre puede derivar de los combates a duelo que tenían lugar en pequeños islotes, como se explica en la saga de Egil Skallagrímson.
Al menos en teoría, cualquier individuo ofendido podía retar a la otra parte a un holmgang sin importar su condición social. Podía ser un tema de honor, propiedad, cubrir una deuda, desacuerdos legales o la simple intención de ayudar a la esposa o un familiar o vengar a un amigo. 
Los holmgangs se consumaban entre 3-7 días después de retar al contrincante. El rechazo del desafío significaba que uno era un niðingr (estigmatizado socialmente) y podía ser sentenciado tras ser acusado como proscrito. De hecho, si una parte contrincante no era capaz de defender una reclamación, perdían el honor. A veces uno de los contrincantes podía solicitar o aceptar la oferta de un amigo en sustitución, si consideraba que se encontraba claramente aventajado.
El einvígi (combate simple) era otra forma menos formal de duelo.

## Historia
Hednalagen es un fragmento de un texto legal de Västergötland, Suecia, fechado hacia el siglo XIII, mencionado por Olaus Petri que estipula unas normas para un holmgang. El fragmento dispone, pues, una forma de duelo como consecuencia de un insulto hacia otra persona, pero que el asunto fue llevado a juicio.
Givr maþr oquæþins orð manni · þu ær æi mans maki oc eig maþr i brysti · Ek ær maþr sum þv · þeir skvlv møtaz a þriggia vægha motum · Cumbr þan orð havr giuit oc þan cumbr eig þer orð havr lutit · þa mvn han vara svm han heitir · ær eig eiðgangr oc eig vitnisbær huarti firi man ælla kvnv · Cumbr oc þan orð havr lutit oc eig þan orð havr giuit · þa opar han þry niþingx op oc markar han a iarþv · þa se han maþr þæss værri þet talaþi han eig halla þorþi · Nv møtaz þeir baþir mz fullum vapnvm · Faldr þan orð havr lutit · gildr mz haluum gialdum · Faldr þan orð havr giuit · Gløpr orða værstr · Tunga houuðbani · Liggi i vgildum acri ·

Si alguien insulta a otro hombre (No eres un hombre, y no hay hombre en tu pecho! – ¡Soy un hombre como tú!), se encontrarán donde se cruzan tres caminos. Si el que ha hablado viene y no aparece el ofendido, entonces él será lo que le han llamado: ningún derecho de juramento, ningún derecho de atestiguar, puede concernir a hombre o mujer.
Si el ofendido aparece y no el que ha insultado, entonces gritará ”¡Niðingr!” tres veces y hará una marca en la tierra, y será peor para quién dijo lo que no se atrevió a guardar.
Ambos se enfrentarán armados completamente: si el ofendido cae, la compensación es la mitad de un wergeld; si el ofensor cae, será peor, se le amargará la lengua en su cabeza, y quedará en el lugar sin compensación.

Las normas variaban de un lugar a otro y cambiaron con el tiempo, pero antes de cada desafío los duelistas acordaban las reglas a usar. Luchaban bajo un patrón preconcertado y/o en un lugar que ya era habitual para tal propósito. Las normas determinaban las armas a usar, quién golpeaba primero, lo que constituía la derrota o el fracaso, y la compensación para el ganador; en Noruega, el ganador podía reclamar todas las posesiones del perdedor. Si una parte no se presentaba, se le declaraba automáticamente niðingr. 
Los primeros holmgangs probablemente finalizaban con la muerte o incapacidad de uno de los combatientes. Matar al contrincante no se consideraba homicidio y no era motivo para ser proscrito o pagar un wergeld. Más tarde, las normas tomaron un rumbo más ritual. 
La Saga de Kormák especifica que los participantes en un holmgang debían luchar en el espacio que ocupa un buey o la superficie de una capa de unos tres metros de largo, en un puesto de buey o capa con lados que eran tres metros de largo, clavada en el suelo con estacas usadas expresamente para tal propósito de una forma concreta que hoy se desconoce. Se marcaban tres líneas alrededor del área, a una distancia de un pie entre una y otra, las esquinas más extremas estaban marcadas con estacas de color avellana. Sobrepasar el límite del área se consideraba fracasar, y salir huyendo significaba cobardía.
Hay una cita en la Saga de Kormák sobre un sacrificio ritual de un toro antes del holmgang, pero hay muchas más referencias sobre el sacrificio del ganador tras la victoria. A los combatientes se les permitía un número específico de escudos (generalmente tres), ya que los golpes del contrincante podían romperlos. El desafiado golpeaba primero y se alternaban los golpes de uno a otro. No obstante, este ceremonial representa la última versión islandesa del holmgang, requerida para evitar muertes innecesarias y un exceso en las ganancias, a menos que la disputa fuese por una propiedad en particular. El combate terminaba con la primera muestra de sangre y el triunfador recibía tres marcos de plata.
Hubo duelistas profesionales que usaban los holmgangs como una forma de robo legalizado; podían reclamar derechos sobre tierras, mujeres o propiedades y hacer realidad sus reclamaciones a expensas del legítimo propietario. Muchas sagas describen a bersekers que abusaron del holmgang de este modo. En gran medida por culpa de estas prácticas deshonestas, los holmgangs fueron proscritos en Islandia en el año 1006, como resultado del duelo entre Gunnlaugr Ormstunga y Hrafn Önundarson, en Noruega en 1014 y en Suecia los duelos estaban permitidos hasta su prohibición en 1662. La prohibición fue ratificada en textos legales de 1682 y 1738.